# 14 juillet
Pour les articles homonymes, voir Quatorze-Juillet.
14 juin 14 août
Chronologies thématiques
- Croisades
- Ferroviaires
- Sports
- Disney
- Anarchisme
- Catholicisme

Abréviations / Voir aussi
- (° 1852) = né en 1852
- († 1885) = mort en 1885
- a.s. = calendrier julien
- n.s. = calendrier grégorien
- Calendrier
- Calendrier perpétuel
- Liste de calendriers
- Naissances du jour

Le 14 juillet est le 195e jour de l'année du calendrier grégorien, 196e lorsqu'elle est bissextile, il en reste ensuite 170.
Son équivalent était généralement le 26 messidor du calendrier républicain / révolutionnaire français, officiellement dénommé jour de la sauge (la plante).

## Événements

### XIIIesiècle
- 1223 : Louis VIII dit le lion devient roi de France pour environ trois années entre son père et prédécesseur Philippe II Philippe-Auguste (voir décès plus bas) sous le règne duquel il a provisoirement conquis Londres, et son fils et successeur Louis IX futur saint Louis via la régence de sa veuve Blanche de Castille mère de celui-ci.

### XVesiècle
1500 : bataille de la Vedrocha.

### XVIesiècle
- 1570 : instauration de la forme tridentine du rite romain dans la liturgie catholique.

### XVIIesiècle
- 1610 : une première messe est célébrée, en la toute neuve chapelle Saint-Louis, de l'actuel hôpital éponyme et adjacent lui-même tout juste sortant de terre, dans un écart proche de Paris (de l'actuel Xe arrondissement). L'office est dédié à la mémoire du feu roi de France Henri IV, assassiné deux mois auparavant jour pour jour, qui avait posé la première pierre de l'édifice le 13 juillet 1607.

### XVIIIesiècle
- 1755 : le patriote corse, et homme des lumières, Pasquale Paoli, révolté contre Gênes, est proclamé général en chef de la nation corse, au couvent Saint-Antoine de Casabianca. Il fait de la Corse un état indépendant, et la première démocratie du monde moderne.
- 1786 : convention de Londres, accord négocié entre le Royaume-Uni et l'Espagne, portant sur le statut des colonies britanniques, sur la Côte des Mosquitos en Amérique centrale.
- 1789 :
  - prise de la Bastille à Paris.
  - Alexander Mackenzie achève son exploration d'un grand fleuve, qu'il pense être le passage du Nord-Ouest. Il s'avérera qu'il s'agit du fleuve Mackenzie[1].
- 1790 : fête de la Fédération au Champ-de-Mars de Paris, un an après la prise de la Bastille supra, censée mettre fin à la révolution alors commencée, et qui serviront de jalon à la création de l'actuelle fête nationale française, à partir de la fin du siècle suivant (cf. Célébrations infra).
- 1791 : des émeutes, à Birmingham, en Angleterre, chassent Joseph Priestley, partisan de la Révolution française, de la ville.
- 1795 : la Convention adopte une première fois La Marseillaise, comme hymne national français.

### XIXesiècle
- 1865 : première ascension du Cervin, par Edward Whymper et son groupe, dont quatre membres mourront dans la redescente.
- 1880 : apparition de la devise Liberté, Égalité, Fraternité, sur les frontons de toutes les institutions publiques françaises et première célébration de la fête nationale française du 14 juillet.
- 1889 : naissance du parti des « Jeunes-Turcs ».
- 1890 : inauguration de la Colonne de la République en Guyane, sur la place des Palmistes[2].
- 1900 : victoire de l'Alliance, à la bataille de Tien-Tsin, pendant la guerre des Boxers.

### XXesiècle
- 1921 : condamnation à mort prononcée, à l'encontre de Sacco et Vanzetti.
- 1933 :
  - le NSDAP d'Adolf Hitler est proclamé « parti unique » en Allemagne.
  - Une loi de stérilisation forcée est créée par le NSDAP.
- 1945 : défilé de la 2e D.B. place de la Bastille, devant le général de Gaulle[3].
- 1953 : sept manifestants morts par balle lors du défilé du 14 juillet à Paris.
- 1958 : destitution du roi Fayçal II d'Irak.
- 1969 : début de la guerre de Cent Heures.

### XXIesiècle
- 2014 : l'État islamique chasse les rebelles syriens de la ville de Deir ez-Zor, lors de la guerre civile syrienne.
- 2016 : attentat au camion à Nice (France, Côte d'Azur) sur la promenade des Anglais après la fin du feu d'artifice de fête nationale de la ville.
- 2024 : Une tentative d'assassinat a été commise contre le candidat à la présidentielle américaine Donald Trump.  L'agresseur qui a commis l'assassinat a été neutralisé par les membres du « Secret Service ».

## Arts, culture et religion
2014 : l’Église anglicane autorise la consécration de femmes évêques.

## Sciences et techniques
2015 : survol au plus près de Pluton par la sonde New Horizons.

## Économie et société
- 1652 : le comte de Brienne fils part pour un long voyage de formation au cours duquel il va visiter des cours étrangères et duquel il reviendra à Paris en novembre 1655 seulement.
- 1978 : fondation de la chaîne de télévision américaine consacrée au sport ESP-TV qui deviendra ESPN par la suite.
- 2021 : début des inondations qui affectent l'Europe de l'Ouest et plus particulièrement l'Allemagne, la Belgique, le Luxembourg et les Pays-Bas avec un premier bilan de 42 morts[4].
- 2023 : aux États-Unis, les acteurs du syndicat SAG-AFTRA se mettent en grève[5], rejoignant les écrivains de la la Writers Guild of America qui eux sont grévistes depuis le 2 mai 2023[6].

## Naissances

### Xesiècle
- 926 : Murakami (村上天皇), 72e empereur du Japon de 946 à sa mort († 5 juillet 967).

### XVesiècle
- 1454 : Ange Politien (Angelo Ambrogini dit), humaniste italien, l'une des grandes figures de la Renaissance († 29 septembre 1494).

### XVIIesiècle
- 1602 : Jules Mazarin (né Giulio Raimondo Mazzarino), cardinal et homme politique italo-français, ministre d'État de Louis XIV de 1643 à 1661 († 9 mars 1661).
- 1608 : George Goring dit Lord Goring, général anglais († 1657).
- 1610 : Ferdinand II de Médicis, grand-duc de Toscane († 23 mai 1670).
- 1634 : Pasquier Quesnel, prêtre et théologien français († 2 décembre 1719).
- 1671 : Jacques d'Allonville de Louville, astronome et mathématicien français († 10 septembre 1732).
- 1675 : Claude Alexandre de Bonneval, général français († 23 mars 1747).
- 1676 : Caspar Abel (en), théologien, historien et poète allemand († 11 janvier 1763).
- 1696 : William Oldys, écrivain et historien anglais († 15 avril 1761).

### XVIIIesiècle
- 1717 : Ventura Rodríguez (Buenaventura Rodríguez Tizón dit), architecte espagnol († 26 août 1785).
- 1721 : John Douglas, évêque, littérateur et théologien écossais († 18 mai 1807).
- 1733 : Joaquín Fernando Garay (es), biologiste espagnol († 15 avril 1810).
- 1743 :
  - Gavrila Derjavine (Гаврии́л (Гаври́ла) Рома́нович Держа́вин), poète et homme politique russe († 20 juillet 1816).
  - William Paley, philosophe et théologien britannique († 25 mai 1805).
- 1747 : Juan Escóiquiz, homme d'Église, homme politique et écrivain espagnol († 27 novembre 1820).
- 1748 : Pedro García de la Huerta (es), jésuite et historien de l'art espagnol († 3 juillet 1799).
- 1755 : Michel de Beaupuy, général français († 19 octobre 1796).
- 1762 : Joseph Lakanal,  homme politique et philosophe français († 14 février 1845).
- 1785 : Mordecaï Manuel Noah, dramaturge, diplomate, journaliste et utopiste américain († 22 mai 1851).
- 1793 : George Green, physicien britannique († 31 mai 1841).
- 1800 : Jean-Baptiste Dumas, chimiste et homme politique français († 10 avril 1884).

### XIXesiècle
- 1801 : Johannes Peter Müller, médecin, physiologiste, ichtyologiste et professeur allemand († 28 avril 1858).
- 1806 : Fermín Toro (en), homme politique, diplomate et écrivain vénézuélien († 23 décembre 1865).
- 1807 : Ventura de la Vega, écrivain et dramaturge hispano-américain († 29 novembre 1865).
- 1810 : Aristide Boucicaut, entrepreneur et homme d'affaires français († 26 décembre 1877).
- 1816 : Joseph Arthur de Gobineau, écrivain et diplomate français († 13 octobre 1882).
- 1817 : Marie-Thérèse de Modène, archiduchesse d'Autriche († 25 mars 1886).
- 1821 : Émile Vautier, militaire belge († 9 janvier 1886).
- 1829 : Edward White Benson, archévêque anglais († 11 octobre 1896).
- 1831 : Luis González Balcarce (es), fonctionnaire argentin († 17 août 1904).
- 1842 : Christian Lundeberg, homme politique suédois, premier ministre d'août à novembre 1905 († 10 novembre 1911).
- 1847 : Gustav Eberlein, sculpteur, peintre, illustrateur et écrivain allemand († 5 février 1926).
- 1859 : Willy Hess, violoniste et professeur allemand († 17 février 1939).
- 1860 : Owen Wister, écrivain américain († 21 juillet 1938).
- 1861 : Kate M. Gordon, militante féministe américaine († 24 août 1932).
- 1862 : Gustav Klimt, peintre et illustrateur autrichien († 6 février 1918).
- 1863 : Charles Le Goffic, poète, romancier et critique littéraire français († 12 février 1932).
- 1865 : Arthur Capper (en), journaliste et homme politique américain, gouverneur du Kansas de 1915 à 1919 († 19 décembre 1951).
- 1866 : Juliette Wytsman, peintre belge († 8 mars 1925).
- 1868 :
  - Gertrude Bell, femme de lettres, analyste politique, archéologue, alpiniste, espionne et fonctionnaire anglais († 12 juillet 1926).
  - Joaquín Llambías (es), médecin argentin († 27 novembre 1931).
- 1872 : Albert Marque, sculpteur et fabricant de poupées français († mai 1939).
- 1874 : Abbas II Hilmi (عباس حلمي باشا), dernier khédive d’Égypte et du Soudan, régnant de 1892 à 1914 († 19 décembre 1944).
- 1882 : Edwin « Teddy » Billington, coureur cycliste américain († 8 août 1966).
- 1885 : Sisavang Vong (ເຈົ້າມະຫາຊີວິດສີສະຫວ່າງວົງ), premier roi du Laos, régnant de 1904 à 1959 († 29 octobre 1959).
- 1888 :
  - Odile Defraye, coureur cycliste belge, vainqueur du Tour de France 1912 († 21 août 1965).
  - Jacques de Lacretelle, écrivain français († 2 janvier 1985).
  - Enrique de Rosas (es), acteur, réalisateur, scénariste et directeur de théâtre argentin († 20 janvier 1948).
  - Scipio Slataper, écrivain, essayiste et critique littéraire italien († 3 décembre 1915).
- 1889 : Ante Pavelić, homme politique croate, dirigeant de l'État indépendant de Croatie et fondateur du mouvement politique des Oustachis († 28 décembre 1959).
- 1890 : Ossip Zadkine (Осип Цадкин), sculpteur russo-français († 25 novembre 1967).
- 1891 : Francisco Javier Sánchez Cantón (es), historien de l'art espagnol († 27 novembre 1971).
- 1893 :
  - Clarence J. Brown (en), éditeur de presse et homme politique américain, lieutenant gouverneur de l'Ohio de 1919 à 1923 († 23 août 1965).
  - Garimella Satyanarayana (en) (గరిమెళ్ల సత్యనారాయణ), poète, écrivain et militant indien († 18 décembre 1952).
  - Johannes Strijdom, homme politique sud-africain, premier ministre de 1954 à 1958 († 24 août 1958).
- 1894 : Dave Fleischer, réalisateur, producteur, scénariste, acteur et compositeur américain († 25 juin 1979).
- 1896 :
  - Buenaventura Durruti, mécanicien, syndicaliste, anarchiste et révolutionnaire espagnol († 20 novembre 1936).
  - Ferdinando Giuseppe Antonelli, prélat italien († 12 juillet 1993).
- 1898 : Albert Benjamin « Happy » Chandler, Sr., juriste et homme politique américain, gouverneur du Kentucky de 1935 à 1939 puis de 1955 à 1959 et commissaire du baseball majeur de 1945 à 1951 († 15 juin 1991).

### XXesiècle
- 1901 :
  - Gerald Finzi, compositeur anglais († 27 septembre 1956).
  - George Tobias, acteur, chanteur et compositeur américain († 27 février 1980).
- 1903 : Irving Stone, écrivain américain († 26 août 1989).
- 1904 :
  - Zita Johann, actrice hongroise († 20 septembre 1993).
  - Nadia Reisenberg, pianiste américaine d'origine lituanienne († 10 juin 1983).
  - Isaac Bashevis Singer ((יצח באַשעװיס זינגע), écrivain polonais naturalisé américain, lauréat du prix Nobel de littérature 1978 († 24 juillet 1991).
- 1906 :
  - Olive Borden, actrice américaine († 1er octobre 1947).
  - Tom Carvel (en), homme d'affaires gréco-américain, fondateur de Carvel (en) († 21 octobre 1990).
  - William H. Tunner (en), général américain († 6 avril 1983).
- 1907 :
  - Annabella (Suzanne Charpentier dite), actrice française († 18 septembre 1996).
  - Safiye Ayla, chanteuse turque († 14 janvier 1998).
- 1909 : Edmond Coarer-Kalondan, écrivain de langue bretonne français († 11 juin 1981).
- 1910 :
  - Lucas Demare, réalisateur, scénariste et producteur argentin († 6 septembre 1981).
  - Marcel Gautherot, photographe français († 8 octobre 1996).
  - William Hanna, animateur, réalisateur, producteur, doubleur et dessinateur de presse américain, cofondateur d'Hanna-Barbera († 22 mars 2001).
- 1911 :
  - Pavel Prudnikau (en) (Павел Іванавіч Пруднікаў), poète et écrivain biélorusse († 16 mars 2000).
  - Terry-Thomas (Thomas Terry Hoar Stevens dit), acteur et chanteur anglais († 8 janvier 1990).
- 1912 :
  - Northrop Frye, théoricien et critique littéraire canadien († 23 janvier 1991).
  - Woody Guthrie (Woodrow Wilson Guthrie dit), chanteur, compositeur et guitariste américain du groupe The Almanac Singers († 3 octobre 1967).
- 1913 :
  - Gerald Ford (né Leslie Lynch King, Jr.) homme politique et avocat américain, président des États-Unis de 1974 à 1977 († 26 décembre 2006).
  - René Llense, footballeur français († 12 mars 2014).
- 1916 :
  - Natalia Ginzburg (Natalia Levi dite), écrivaine italienne († 7 octobre 1991).
  - Julio Porter (en), réalisateur et scénariste argentin († 24 octobre 1979).
- 1917 : George Bookasta, acteur et réalisateur américain († 26 mars 2014).
- 1918 :
  - Ingmar Bergman, metteur en scène de théâtre, scénariste et réalisateur de cinéma suédois († 30 juillet 2007).
  - Arthur Laurents (Arthur Levine dit), dramaturge, librettiste, scénariste et metteur en scène américain († 5 mai 2011).
- 1919 :
  - Raphaël Onana, écrivain camerounais († 11 novembre 2002).
  - Lino Ventura (Angiolino Ventura dit), acteur franco-italien ayant fait l'essentiel de sa carrière en France et francophonie († 22 octobre 1987).
- 1920 :
  - Shankarrao Chavan (en), avocat et homme politique indien, ministre des finances de 1987 à 1990 († 26 février 2004).
  - Paul Crauchet, acteur français († 19 décembre 2012).
- 1921 :
  - Sixto Durán-Ballén, homme politique équatorien, président de l’Équateur de 1992 à 1996 († 15 novembre 2016).
  - Leon Garfield, écrivain anglais († 2 juin 1996).
  - Armand Gaudreault (en), joueur de hockey sur glace canadien († 2 juillet 2013).
  - Jean Valton, chansonnier et humoriste français († 21 juin 1980).
  - Geoffrey Wilkinson, chimiste anglais, colauréat du prix Nobel de chimie 1973 († 26 septembre 1996).
- 1922 :
  - Julio Cozzi, footballeur argentin († 25 septembre 2011).
  - Käbi Laretei, pianiste esto-suédois († 31 octobre 2014).
  - Robin Olds, pilote et général américain († 14 juin 2007).
  - Mario Recordón (es), architecte et athlète chilien († 5 juin 1994).
  - Elfriede Rinkel (en), officier SS allemand († vers juillet 2018).
  - Eulogio Sandoval, footballeur bolivien († à une date pour l'instant inconnue).
- 1923 :
  - Dale Robertson (Dayle Lymoine Robertson dit), acteur américain († 27 février 2013).
  - William Samuel « Willie » Steele, sauteur en longueur américain († 19 septembre 1989).
  - Robert Zildjian (en), homme d'affaires américain, fondateur de Sabian († 28 mars 2013).
- 1924 :
  - James Whyte Black, médecin et pharmacologue écossais, lauréat du prix Nobel de physiologie ou médecine 1988 († 22 mars 2010).
  - Warren Giese (en), homme politique, joueur et entraîneur de football américain († 12 septembre 2013).
- 1925 :
  - María Asunción Català Poch (es), mathématicienne et astronome espagnole († 3 juillet 2009).
  - Francisco Álvarez Martínez, cardinal espagnol, ancien archevêque de Tolède († 5 janvier 2022).
  - Sheila Guyse (en), actrice et chanteuse américaine († 28 décembre 2013).
- 1926 :
  - Wallace Jones, joueur et entraîneur de basketball américain († 27 juillet 2014).
  - Harry Dean Stanton, acteur américain († 15 septembre 2017).
- 1927 :
  - John Chancellor (en), journaliste et présentateur télé américain († 12 juillet 1996).
  - Mike Esposito, auteur et dessinateur américain († 24 octobre 2010).
- 1928 : 
  - Louis Calaferte, écrivain français († 2 mai 1994).
  - Nancy Olson, actrice américaine.
- 1929 :
  - Michel Giraud, homme politique français († 27 octobre 2011).
  - Julio de Grazia (es), acteur argentin († 18 mai 1989).
  - Jacqueline de Ribes, femme du monde, femme d'affaires, productrice, styliste et philanthrope française.
- 1930 :
  - Polly Bergen, actrice, chanteuse et femme d'affaires américaine († 20 septembre 2014).
  - Abel Fernández, acteur américain († 3 mai 2016).
  - James Fifer, rameur américain, champion olympique († 7 juin 1986).
- 1931 :
  - Luis Pércovich, homme politique péruvien, président du Conseil des ministres de 1984 à 1985 († 23 avril 2017).
  - Ernest Victor Thompson (en), écrivain anglais († 19 juillet 2012).
- 1932 :
  - Marguerite de Bade, princesse allemande († 15 janvier 2013).
  - Rosey Grier, joueur de football américain et acteur américain.
  - Helga Liné, actrice allemande.
  - Del Reeves, chanteur de musique country américain († 1er janvier 2007).
- 1933 :
  - François de Bavière, duc de Bavière, de Franconie et en Souabe, comte palatin du Rhin, prince allemand.
  - Robert Bourassa, économiste et homme politique canadien, premier ministre de 1970 à 1976 puis de 1985 à 1994 († 2 octobre 1996):
- 1934 : Marcel Gotlib, auteur de bande dessinée français († 4 décembre 2016).
- 1936 :
  - Pema Chödrön (née Deirdre Blomfield-Brown), moniale bouddhiste, spécialiste du bouddhisme tibétain et auteur américaine.
  - Robert F. Overmyer, colonel, pilote et astronaute américain († 22 mars 1996).
  - Wolfgang Behrendt, boxeur allemand.
- 1937 :
  - Teresa Lipowska, actrice polonaise.
  - Yoshirō Mori (森 喜朗), homme politique japonais, premier ministre de 2000 à 2001.
- 1938 :
  - James Walter Christy, astronome américain.
  - Jerry Rubin, militant libertaire et antimilitariste américain († 28 novembre 1994).
  - Richard Rust, acteur américain († 8 novembre 1994).
  - Moshe Safdie, architecte et urbaniste palestinien.
  - Tommy Vig (en), musicien et compositeur hongrois.
- 1939 :
  - Philippe Alfonsi (Philippe Marc Édouard Alfonsi), journaliste, écrivain et producteur français.
  - Peter Duryea (en), acteur américain († 24 mars 2013).
  - Karel Gott, chanteur tchèque († 1er octobre 2019).
  - Sid Haig (Sidney Eddy Mosesian dit), acteur américain († 21 septembre 2019).
  - George Edgar Slusser, écrivain américain († 4 novembre 2014).
  - Vince Taylor, chanteur de rock britannique († 27 août 1991).
- 1940 : Susan Howatch (en), écrivaine anglaise.
- 1941 :
  - Wilfried Geeroms, athlète belge († 4 mai 1999).
  - Ali Akbar Heidari, lutteur iranien.
  - Maulana Karenga (Ronald Everett dit), écrivain et militant politique américain.
  - Andreas Khol, avocat et homme politique germano-autrichien.
- 1942 :
  - Ken Hutcherson (en), joueur américain de football américain († 18 décembre 2013).
  - Javier Solana, homme politique et diplomate espagnol, trois fois ministre, Secrétaire général de l'OTAN de 1995 à 1999 et Haut représentant pour la politique étrangère et de sécurité commune de l'Union européenne de 1999 à 2009.
- 1943 : Christopher Priest, écrivain anglais.
- 1945 : James Beck « Jim » Gordon, musicien et compositeur américain des groupes Traffic, Derek and the Dominos, Delaney & Bonnie et Souther–Hillman–Furay Band. († 13 mars 2023).
- 1946 :
  - Sue Lawley (en), journaliste anglaise.
  - Manuel V. Pangilinan (en), homme d'affaires philippin.
  - Vincent Pastore, acteur et réalisateur américain.
- 1947 :
  - Xavier Darcos, homme politique français, plusieurs fois ministre, président de l'Institut français de 2010 à 2015, fauteuil no 40 de l'Académie française.
  - Claudia J. Kennedy (en), général américain.
  - Salih Neftçi (en), écrivain et économiste turc († 15 avril 2009).
- 1948 :
  - Goodwill Zwelithini kaBhekuzulu, roi des Zoulous depuis 1968.
  - Earl Williams (en), joueur de baseball américain († 28 janvier 2013).
  - Berhaneyesus Demerew Souraphiel, prélat éthiopien, archevêque d'Addis-Abeba, primat de l'Église catholique éthiopienne.
- 1949 : 
  - Tommy Mottola, homme d'affaires américain, P-DG de Sony Music Entertainment.
  - Toyokazu Nomura, judoka japonais, champion olympique.
- 1950 :
  - Bruce Oldfield, styliste anglais.
  - Michel Urtizverea, joueur de rugby à XV français.
- 1951 : Erich Hallhuber (en), acteur allemand († 17 septembre 2003).
- 1952 :
  - Bob Casale (Robert Edward Casale Jr. dit), guitariste, claviériste et producteur américain du groupe Devo († 17 février 2014).
  - Franklin Graham, évangéliste et missionnaire américain.
  - Jean-Paul James, prélat français.
  - Eric Laneuville, réalisateur, acteur et producteur de télévision américain.
  - Joel Silver, acteur et réalisateur américain, cofondateur de Dark Castle Entertainment.
- 1953 :
  - Bebe Buell (Beverle Lorence Buell dite), chanteuse et mannequin américaine.
  - Martha Coakley, avocate et femme politique américaine.
  - Dorothée (Frédérique Hoschedé dite), actrice, speakerine puis animatrice et chanteuse ès jeunesse de télévision française.
  - Didier Marouani, chanteur, auteur, compositeur français.
- 1955 : L. Brent Bozell III (en), écrivain et militant américain, fondateur du Media Research Center (en).
- 1956 :
  - Bob Birch (en), bassiste et compositeur américain († 15 août 2012).
  - Julio Chávez, acteur argentin.
  - Vladimir Kulich, acteur tchéco-canadien.
- 1957 : Scot Breithaupt (en), pilote de moto américain († 4 juillet 2015).
- 1958 :
  - Miguel Ángel Cortés Martín, homme politique espagnol.
  - Mircea Geoană, homme politique et diplomate roumain, ministre des Affaires étrangères de 2000 à 2004 et président du Sénat de 2008 à 2011.
  - Anne Hegerty (en), journaliste, relecteur et éditeur britannique.
  - Saypulla Absaidov, lutteur originaire du Daghestan, champion olympique.
  - Luan Jujie, fleurettiste chinoise, championne olympique.
- 1959 :
  - Wilmer Omar Barrientos Fernández (es), général vénézuélien.
  - Aubrey McClendon (en), homme d'affaires américain, P-DG d'American Energy Partners, LP (en) († 2 mars 2016).
- 1960 :
  - Anna Bligh, femme politique australienne.
  - Kyle Gass, acteur, scénariste, compositeur et producteur américain des groupes Tenacious D et Trainwreck.
  - Angélique Kidjo, chanteuse béninoise.
  - Jane Lynch, actrice et chanteuse américaine.
  - Mike McPhee, joueur de hockey sur glace professionnel canadien.
- 1961 : Jackie Earle Haley, acteur américain.
- 1962 :
  - Antonio Díaz Sánchez (en), militant cubain.
  - Vanessa Lawrence, femme d'affaires, géographe et conférencière britannique.
  - J. P. Nataf, auteur-compositeur-interprète et guitariste français (groupe Les Innocents).
  - Jeff Olson, présentateur de radio, musicien et compositeur américain des groupes Trouble, Retro Grave (en) et The Skull.
- 1963 : Jacques Lacombe, organiste et chef d’orchestre québécois.
- 1964 : 
  - Dré Pallemaerts, batteur belge, professeur à Louvain et Paris.
  - Igor Shpilband (en), danseur et entraîneur russo-américain.
  - Heike Singer, kayakiste allemande, championne olympique.
- 1965 : 
  - Urmas Kruuse, avocat et homme politique estonien.
  - François Pécheux, journaliste français.
- 1966 :
  - Juliet Cesario (en), actrice américaine.
  - Owen Coyle, footballeur et entraîneur écossais.
  - Tanya Donelly, compositrice et guitariste américaine des groupes Belly et The Breeders.
  - Matthew Fox, acteur américain.
  - Matt Hume (en), expert en arts martiaux américain.
  - Ellen Reid, musicienne canadienne du groupe Crash Test Dummies.
  - Brian Selznick, écrivain américain.
- 1967 :
  - Karsten Braasch, joueur de tennis allemand.
  - Marios Constantinou (en) (Μάριος Κωνσταντίνου), footballeur et gérant chypriote.
  - Jeff Jarrett, lutteur américain.
  - Patrick Joseph Kennedy, homme politique américain.
  - Valérie Pécresse, femme politique française, deux fois ministre, présidente de la région Île-de-France depuis 2014/15.
  - Robin Ventura, joueur et gérant de baseball américain.
- 1968 : 
  - Michael Palmer, avocat et homme politique singapourien.
  - Judith Colell, cinéaste, présidente de l'Académie du cinéma catalan.
- 1969 :
  - José Hernández, joueur et entraîneur de baseball portoricain.
  - Kazushi Sakuraba (桜庭 和志), lutteur japonais.
  - Sven Sester, homme politique estonien.
  - Mike Stulce, athlète américain spécialiste du lancer du poids, champion olympique.
- 1970 :
  - Thomas M. Lauderdale, pianiste américain du groupe Pink Martini.
  - Nina Siemaszko, actrice américaine.
  - Jacob Young, guitariste norvégien.
- 1971 :
  - Antonio Carlos Ortega, handballeur espagnol.
  - Jean-Julien Chervier, cinéaste français.
  - Nick McCabe, guitariste anglais des groupes The Verve et The Black Ships (en).
  - Bully Ray, lutteur américain.
  - Ross Rebagliati, snowboardeur canadien.
  - Madhu Sapre (en) (मधु सप्रे), actrice et mannequin indienne, Miss Inde 1992.
  - Joey Styles (Joseph Carmine Bonsignore dit), commentateur sportif américain.
  - Marie-Chantal Toupin, chanteuse québécoise.
  - Howard Webb, arbitre anglais.
- 1972 : Deborah Mailman, actrice australienne.
- 1973 :
  - Tani Fuga, joueur de rugby samoan.
  - Kōta Hirano (平野 耕太), mangaka japonais.
  - Paul Methric (en), rappeur et producteur américain des groupes Twiztid, Dark Lotus et Psychopathic Rydas.
  - Halil Mutlu, haltérophile turc, triple champion olympique.
  - Adam Quinn (en), musicien et compositeur américain du groupe Lucid Druid (en).
  - Candela Peña (María del Pilar Peña Sánchez dite), actrice espagnole.
- 1974 :
  - Erick Dampier, basketteur américain.
  - Alberto Hevia, pilote automobile espagnol.
  - David Mitchell, acteur anglais.
  - Pavlina Nola, joueuse de tennis bulgaro-néo-zélandaise.
  - Gilles Bosquet, rameur d'aviron français, vice-champion olympique.
- 1975 :
  - Amy Acuff, athlète américaine.
  - Tim Hudson, joueur de baseball américain.
  - Jamey Johnson (en), chanteur, compositeur et guitariste américain.
  - Olivier Nauroy, joueur de rugby à Xv français.
  - Taboo (Jaime Luis Gómez dit), chanteur, acteur et rappeur américain du groupe The Black Eyed Peas.
- 1976 :
  - Ranj Dhaliwal (en) (Ranjit Singh Dhaliwal dit), écrivain canadien.
  - Geraint Jones, joueur de cricket gallois.
  - Andrés Ospina (es), écrivain colombien.
  - Diego Rivarola, footballeur argentino-chilien.
  - Kirsten Sheridan, scénariste et réalisatrice irlandaise.
- 1977 :
  - Gordon Cree (en), chanteur, compositeur et pianiste écossais.
  - Mototsugu Shimizu (en) (清水基嗣), lutteur japonais.
  - Victoria de Suède, princesse de Suède.
- 1978 :
  - Roger Clark, acteur irlandais-américain.
  - Mattias Ekström, pilote automobile suédois.
  - Caroline Lesley (en), actrice, réalisatrice et scénariste canado-américaine.
  - Kristy Wright (en), actrice australienne.
- 1979 :
  - Bernie Castro (es), joueur de baseball dominicain.
  - Ariel Garcé, footballeur argentin.
  - Scott Porter (Matthew Scott Porter dit), acteur américain.
  - Nadia Roz, humoriste franco-marocaine.
  - Axel Teichmann, skieur de fond allemand.
- 1981 : Milow (Jonathan Vandenbroeck dit), chanteur belge.
- 1983 : Igor Andreev (Игорь Валерьевич Андреев), joueur de tennis russe.
- 1984 : 
  - Renaldo Balkman, joueur de basketball américain naturalisé portoricain.
  - Mamuka Gorgodze, joueur de rugby à Xv géorgien.
- 1985 : Phoebe Waller-Bridge, actrice, réalisatrice et scénariste britannique.
- 1987 : Malika Ménard, Miss France 2010.
- 1988 : Jérémy Stravius, nageur français.
- 1989 : Siviwe Gwarube, femme politique sud-africaine.
- 1992 : Rayvonte Rice, joueur américain de basket-ball.
- 1999 : Kim Ji-yoo, patineuse sud-coréenne.
- 2000 : Uta Abe, championne du monde de judo.

## Décès

### XIIIesiècle
- 1223 : Philippe II Auguste, roi de France capétien direct ayant régné de 1180 à sa mort (° 21 août 1165).
- 1253 : Thibaud Ier de Navarre, comte de Champagne et roi de Navarre (° 30 mai 1211).

### XVesiècle
- 1484 : Frédéric Ier, marquis de Mantoue (° 25 juin 1441).

### XVIIIesiècle
- 1766 : Ulanara, impératrice (° 11 mars 1718).
- 1780 : Charles Batteux, écrivain français (° 6 mai 1713).
- 1789 :
  - Jacques de Flesselles, prévôt des marchands de Paris (° 11 novembre 1730).
  - Bernard-René Jourdan de Launay, gouverneur de la Bastille (° 9 avril 1740).
  - Isaac Panchaud, banquier et financier britannique (° 1737).
- 1793 : Jacques Cathelineau, militaire français, chef des Vendéens (° 5 janvier 1759).

### XIXesiècle
- 1816 : Francisco de Miranda, militaire vénézuélien, héros de l'indépendance de son pays (° 28 mars 1750).
- 1817 : Germaine de Staël, femme de lettres française d’origine suisse romande (° 22 avril 1766).
- 1827 : Augustin Fresnel, physicien français (° 10 mai 1788).
- 1872 : José María Ponce, matador espagnol (° 31 mars 1830).
- 1875 : Guillaume Henri Dufour, urbaniste et militaire suisse (° 15 septembre 1787).
- 1881 : Billy the Kid (William Henry McCarty dit), jeune délinquant malfaiteur américain (° 23 novembre 1859 présumée).
- 1887 : Alfred Krupp, industriel allemand (° 26 avril 1812).
- 1898 : Louis-François Richer Laflèche, prélat catholique canadien, évêque de Trois-Rivières au Québec de 1870 à 1898 (° 4 septembre 1818).

### XXesiècle
- 1903 : Alexander von Homeyer, ornithologue allemand (° 19 janvier 1834).
- 1910 : Marius Petipa, danseur, maître de ballet et chorégraphe français (° 11 mars 1818).
- 1916 : Phyllis Stedman, femme politique britannique († 8 juin 1996).
- 1933 : Raymond Roussel, écrivain français (° 20 janvier 1877).
- 1939 : Alfons Mucha, peintre tchèque (° 24 juillet 1860).
- 1942 : Sébastien Faure, anarchiste français (° 6 janvier 1858).
- 1944 : Yves Toudic, syndicaliste français mort pour la France (° 1901).
- 1948 : 
  - Marguerite Moreno, actrice française (° 15 septembre 1871).
  - Jacob Niessner, criminel nazi (° 19 janvier 1908).
- 1959 : Grock (Charles Adrien Wettach dit), clown suisse (° 10 janvier 1880).
- 1965 : Adlai Stevenson, homme politique américain, gouverneur de l'Illinois de 1949 à 1953 (° 5 février 1900).
- 1966 : Julie Manet Rouart, peintre française (° 14 novembre 1878).
- 1968 : Françoise Élie, résistante française (° 16 septembre 1906).
- 1970 : Luis Mariano, chanteur et acteur espagnol (° 13 août 1914).
- 1974 : Tokuzō Akiyama, cuisinier japonais (° 30 août 1888).
- 1979 : Louis Théodore Kleinmann officier français spécialiste du renseignement (°21 juillet 1907).
- 1984 : Philippe Wynne (en), chanteur américain (° 3 avril 1941).
- 1989 : Suzy Wincker (Suzanne Pauline van Kerckhoven dite), chanteuse et comédienne française, première speakerine (expérimentale) de la télévision française en 1935 (° 7 mars 1894).
- 1993 : Léo Ferré, musicien, poète, chanteur français (° 24 août 1916).
- 1996 :
  - Jeff Krosnoff, pilote automobile américain (° 24 septembre 1964).
  - Kressmann Taylor, écrivain américain (° 1903).
- 1998 : Richard McDonald, pionnier américain de la restauration rapide (° 16 février 1909).
- 1999 :
  - Pietro Tarchini, coureur cycliste suisse (° 29 septembre 1921).
  - Gar Samuelson, batteur américain (° 18 février 1958).
- 2000 :
  - Georges Maranda, lanceur de baseball québécois (° 15 janvier 1932).
  - Marcus Oliphant, physicien australien (° 8 octobre 1901).

### XXIesiècle
- 2002 : Joaquín Balaguer Ricardo, homme politique dominicain, président de la République de 1960 à 1962 puis de 1966 à 1978 et de 1986 à 1996 (° 1er septembre 1906).
- 2003 : François-Albert Angers, économiste et enseignant universitaire québécois (° 21 mai 1909).
- 2004 : Nelly Borgeaud, actrice suisse (° 29 novembre 1931).
- 2005 : Joe Harnell, pianiste, compositeur, arrangeur et chef d’orchestre américain (° 2 août 1924).
- 2007 : John Ferguson, joueur de hockey sur glace canadien (° 5 septembre 1938).
- 2009 : Dal McKennon, acteur américain (° 19 juillet 1919).
- 2011 : Noel Gayler, amiral américain (° 25 décembre 1914).
- 2014 : Nadine Gordimer, écrivaine sud-africaine, prix Nobel de littérature en 1991 (° 20 novembre 1923).
- 2017 : Maryam Mirzakhani, mathématicienne iranienne (° 3 mai 1977).
- 2020 : 
  - J.J. Lionel (Jean-Jacques Blairon dit), chanteur populaire belge francophone (de la chanson d'ambiance de bals de fêtes nationales, familiales, noces, banquets La Danse des canards) (° 9 août 1947, mort dans la nuit du 14 au 15, de 2020).
  - Katarzyna Otmianowska-Mazur, astronome polonaise (° 16 novembre 1957).
- 2021 : 
  - Christian Boltanski (Christian Marie Dominique Liberté Boltanski), artiste plasticien français (° 6 septembre 1944).
  - Yekutiel Gershoni, historien israélien et un ancien champion paralympique (° 28 février 1943).
  - Ariel Goldenberg, impresario et homme de théâtre français  (° 2 février 1951).
  - Antonio Gomez del Moral, coureur cycliste espagnol (° 15 novembre 1939).
  - Mamnoon Hussain, homme d'affaires et homme d'État pakistanais (° 23 décembre 1940).
  - Kurt Westergaard, dessinateur danois (° 13 juillet 1935).
- 2022 : 
  - Jürgen Heinsch, footballeur est-allemand puis allemand (° 4 juillet 1940).
  - Ken Kennedy, joueur de rugby à XV irlandais (° 10 mai 1940).
  - Nikolaï Kroguious, joueur d'échecs, entraineur et psychologue soviétique puis russe (° 22 juillet 1930).
  - Martine Marignac, productrice de cinéma française (° 27 décembre 1946).
  - Ivana Trump, gestionnaire, ex-femme de D.Trump (° 20 février 1949).
- 2025 : Thierry Ardisson, animateur télévisé français (° 6 janvier 1949).

## Célébrations

### Internationales
- Journée internationale des personnes non-binaires (depuis 2012), "14 juillet" revendiqué journée internationale de la non-binarité par Katje[7] face à l'absence d'une telle célébration alors que les femmes voire les hommes ont chaque genre la sienne.
- Maghreb pan-berbère : début du mois de yulyu(z) ( / youlyou(z)), le deuxième de l'été (iwilen / anebdu) et son cœur jusque vers le 13 août, avant ɣust ou awussu.

### Nationales
- Aurigny / Alderney, Guernesey / Guernsey, Jersey, Sercq / Sark (îles anglo-normandes) : elles peuvent fêter aussi ce 14 juillet parisien à l'instar des îles Chausey[8], à deux jours seulement qui plus est de la saint-Hélier éponyme de la capitale jerseyaise.
- France (Union européenne à zone euro) : fête nationale instituée officiellement en souvenir de deux événements ci-avant :
  - la prise de la Bastille de 1789,
  - puis la fête de la Fédération de 1790 (qui elle-même commémorait la prise de la Bastille en tentant de la transcender plus pacifiquement vers une tentative de (ré)conciliation des antagonismes du royaume).

Si les deux dates ont longtemps fait débat (la prise de la Bastille était jugée trop violente par les uns et la fête de la Fédération trop royaliste pour d'autres), l'article de loi voté sous la IIIè République laisse libre appréciation à chacun : « La République adopte le 14 juillet comme jour de fête nationale annuelle ».
À cette occasion ont lieu le traditionnel défilé militaire du 14 Juillet à Paris, des remises de décorations et levées d'un drapeau ailleurs (cf. article fête nationale française), des bals populaires et feux d'artifice en soirées des 13 et / ou 14 (par exemple dans le film Quatorze Juillet de René Clair).
- Irak : jour de la République (en).
- Japon : Nachi no hi matsuri (Kumano Nachi-taisha).
- Suède (Union européenne) : fête d'anniversaire supra de la princesse Victoria (en) et jour du drapeau.
- Wallonie (et autres communautés francophones de Belgique, du Canada, de Suisse, et autres Belges expatriés ailleurs dans l'Union européenne et dans le monde) : fête nationale française célébrée parfois (autour de 35 000 participants chaque année à Liège la carolingienne par exemple, la ville de Liège décidant en 1937 de célébrer tous les 14 juillet la fête nationale française afin de protester contre la politique de neutralité de la Belgique vis-à-vis du troisième Reich et contre la dénonciation de l'accord militaire franco-belge par le gouvernement[10] (voir notion du rattachisme).

### Saints des Églises chrétiennes
Référencés ci-après in fine,

#### Saints catholiques et orthodoxes du jour
- Deusdedit de Canterbury († 664), archevêque de Canterbury (voir autour du 27 mai).
- Joseph († 832) -ou « Joseph de Thessalonique »-, frère cadet de saint Théodore Studite (19 mars).
- Juste († ?) -ou « Just »-, militaire de l'armée impériale romaine, martyr à Rome ou à Constantinople.
- Marcellin († 775) -ou « Marchelme », « Marchelm » ou « Marculf »-, prêtre et moine anglo-saxon, disciple de saint Willibrord, évangélisa les peuples germaniques notamment en Belgique, mort à Oldenzaal.
- Optalien († 505) -ou « Optatien »-, évêque de Brescia en Lombardie.
- Ragenufle (635 - 650) -ou « Ragenufle d'Incourt », « Ragenulfe » ou « Reinofre »-, vierge de quinze ans née à Incourt, assassinée par des brigands près de Namur en Hesbaye.
- Tréphine († vers 548) -ou « Trifine », « Trifina » ou « Treffin »-, personnage légendaire, fille de Gwereg, chevalier du Pays d’Ereg (vannetais), épouse de Konveur (« grand prince »), mère de saint Trémeur, martyre en Bretagne.
- Vincent († vers 687) -ou « Vincent de Soignies » ; dans le monde « Madelgaire » ou « Mauger »-, époux de sainte Waudru de Mons et père de saint Dentelin puis abbé d'Hautmont et de Soignies dans le Hainaut belge (22 janvier, 27 septembre).

#### Saints et bienheureux catholiques du jour
- Angélique de Marsciano († 1435) -ou « Angelina de Corbara », « de Monte Giove » ou « de Marciano »-, bienheureuse, religieuse du tiers ordre régulier de saint François, fondatrice de monastères dont celui de Foligno ; fêtée aussi le 25 décembre[13] (voir encore 27 janvier par exemple).
- Boniface de Savoie († 1270), bienheureux, archevêque de Cantorbéry/Canterbury brièvement régent du Royaume d'Angleterre, confesseur (et autour du 27 mai).
- Camille de Lellis (1550 - 1614), né à Bucchianico dans les Abruzzes, fondateur des camilliens, pour le service des malades, patron des infirmiers et infirmières.
- François Solano (1549 - 1610) -ou « Francisco Sánchez-Solano Jiménez »-, originaire de Cordoue, frère mineur à Lima au Pérou (voir autres saint François à commencer par celui fondateur de son ordre les 4 octobre).
- Gaspard de Bono († 1604), bienheureux, prêtre de l’ordre des Minimes (et voir épiphanies des débuts janvier).
- Hroznata d'Ovenec († 1200), bienheureux, fondateur du couvent de Teplá, martyr à Alt-Kinsburg près d'Eger en Bohême.
- Humbert de Romans († 1277), vénérable, maître de l'ordre des Prêcheurs.
- Jean de Mayorga († 1570), bienheureux, né à Saint-Jean-Pied-de-Port, jésuite, martyr assassiné près des îles Canaries par des calvinistes ; fêté aussi le 15 juillet[14] (parmi moult saint Jean).
- Jean Wang Guixin († 1900), martyr à Nangong dans la province chinoise de Hebei, sous la persécution de la secte de Yihetuan (parmi moult saint Jean là encore).
- Kateri Tekakwitha († 1680), bienheureuse amérindienne du continent nord-américain (à distinguer des au moins quatre sainte Catherine).
- Mikaël Ghebra († 1855), prêtre lazariste, martyr en Éthiopie (et 29 septembre).
- Richard Langhorne († 1679), bienheureux né dans le Bedfordshire, martyr en Angleterre, pendu comme papiste à Tyburn sous le roi d'Angleterre Charles II (voir aussi 3 avril).
- Toscane († vers 1343), veuve puis religieuse de l'ordre de "Saint-Jean de Jérusalem".

#### Saints orthodoxes?
Outre les saints œcuméniques voire pré-schismatiques ci-avant, aux dates parfois "juliennes" / orientales ...
- Étienne de Makhrichtchi († 1406), higoumène (abbé) de Makhrichtchi dans la région de Moscou ( voire 26 décembre).
- Nicodème l'Hagiorite († 1809), originaire de Naxos dans les Cyclades, éditeur de la Philocalie en grec.

### Prénoms du jour
Bonne fête aux Camille (au prénom épicène) ; 
- et ses variantes féminines les plus courantes : Camelia, Camélia, Camellia, Camilia, Camilla, Camila, Camillette, Camillia, Kamelia, Kamélia, Kamila et Milla ;
- et masculines : Camillo, Camilio, Camillien (plus spécifiquement les 13 août), Camilo, Kamil... 
  - (voir la paronymie relative avec les Kamel et les Carmen, Carmela, Carméla, Carmelia, Carmélia, Carmella, Carmellia, Carmilla, Carmillia, etc., de Notre-Dame du Mont-Carmel fêtées quant à elles deux jours après, les 16, en même temps que Saint Hélier par exemple ;
  - voire paronymies avec les Carlota, Carlotta des 17 juillet trois jours plus loin soit 362 / 363 jours plus avant).

Et aussi aux 
- Angeline (et 27 janvier) ;
- aux Fête nat, Fête Nat, Fête-nat, Fête-Nat voire Fêtenat, Fêt-nat, FêtNat ou Fêtnat, parfois remarquées dans les communautés antillaises et directement inspirées des calendriers et mini-calendriers français portatifs voire pliables de poche et / ou de bureau mentionnant Fête nationale à cette date, parfois par ce diminutif Fête nat.

## Traditions et superstitions

### Dicton
« Camille, ça rime vraiment avec gentille » (sauf pour les "Camille" garçons)[réf. nécessaire]

### Astrologie
Signe du zodiaque : 23e jour du signe astrologique du cancer.

## Toponymie
Les noms de plusieurs voies, places, sites ou édifices de pays ou de régions francophones contiennent cette date sous diverses graphies en référence à des évènements survenus à cette même date et figurent dans la page 14 juillet (homonymie) .